# Чухнов, Евгений Александрович
Евгений Александрович Чухнов — российский пловец в ластах, заслуженный мастер спорта России.

## Карьера
Воспитанник тульского ТОМК «Дельфин». Первый тренер Денисова Ольга Дмитриевна, с 1994 года тренировался у Натальи Дудченко.
Чемпион мира, Чемпион Европы, Двукратный вице-чемпион мира, Двукратный вице-чемпион Европы, Двукратный бронзовый призёр чемпионатов Европы, неоднократный победитель и призер чемпионатов и кубков России, неоднократный победитель и призер этапов INTERNATIONAL LIGUE OF FIN SWIMMING, победитель CMAS TROFY-1998. Неоднократный победитель и призер Первенств мира, Европы, России и СССР среди юношей.
Первый заслуженный мастер спорта по подводному плаванию в Туле. Также и первый мастер спорта международного класса по подводному плаванию в городе.